# Clémence-d'Ambel
Clémence-d'Ambel est une ancienne commune française, située dans le département des Hautes-Alpes en région Provence-Alpes-Côte d'Azur.
Elle a fusionné le 1er janvier 1963 avec la commune voisine de Guillaume-Peyrouse pour former l'actuelle commune de La Chapelle-en-Valgaudemar.

## Géographie
La commune de Clémence-d'Ambel partageait avec Guillaume-Peyrouse la haute vallée du Valgaudemar. Elle comprenait la majeure partie du village nommé « la Chapelle » et des terres avoisinantes jusqu'aux pentes de l'Olan, ainsi que tout le vallon de Navette, arrosé par le torrent du même nom, qui prend sa source sur le flanc nord du pic de Mal-Cros et se jette dans la Séveraisse après avoir traversé le village de la Chapelle.
Le fond de vallée autour de la Chapelle, à 1100 mètres d'altitude, est large et favorable à l'activité agricole. Le vallon de Navette, malgré son altitude plus élevée (de 1250 mètres aux Portes à 1350 à Navette) et son orientation du sud vers le nord, a quelques bonnes terres et une bonne exposition au soleil, permettant une vie d'autosuffisance d'autant plus nécessaire qu'il est séparé de la vallée par un dénivelé pénible à franchir. Le torrent de Navette y a creusé des gorges spectaculaires (les « Oules du Diable »).
Outre le chef-lieu, nommé « la Chapelle » en raison de la présence de l'unique lieu de culte de la haute vallée, Clémence-d'Ambel comptait trois hameaux situés dans le vallon de Navette : Navette, Fouronnière et les Portes. Seul ce dernier est aujourd'hui encore habité. La commune avait une superficie de 44,65 km2

## Histoire
À sa mort en 1445, Raymond III d'Ambel lègue ses terres en Valgaudemar à ses filles Clémence, Lantelme et Catherine, qui se les partagent. Les terres dévolues à Clémence resteront connues comme « Clémence-d'Ambel ». Celles de Catherine passent à se fille Marguerite, dont le mari Guillaume Pérouse achète les parts de Lantelme, constituant un vaste territoire dès lors dénommé « Guillaume-Pérouse »,,. Les deux domaines étaient imbriqués de manière complexe autour de l'unique chapelle de la haute vallée, et les jalousies étaient vives. Les habitants de Guillaume-Pérouse prétendaient que les bonnes terres et les hameaux gardant le soleil en hiver avaient été données « à la fille », tandis que les mauvaises terres et les hameaux perdant le soleil en hiver auraient été données « au garçon », ce qui est sans fondement historique, le partage ayant eu lieu entre filles. D'ailleurs si les Andrieux, par exemple, sont effectivement privés de soleil pendant plusieurs mois l'hiver, l'ensoleillement annuel total y est supérieur à celui des autres hameaux de la vallée .
Durant l'Ancien Régime, les deux domaines, qui ne disposaient que d'un seul lieu de culte (la Chapelle), formaient une unique paroisse, nommée « la Chapelle-en-Valgaudemar », relevant du vibailliage de Grenoble. La Révolution en fit cependant deux communes, selon le partage historique des terres, et leur attribua de manière singulière les noms de leurs anciens propriétaires. Ainsi est née la commune de Clémence-d'Ambel.

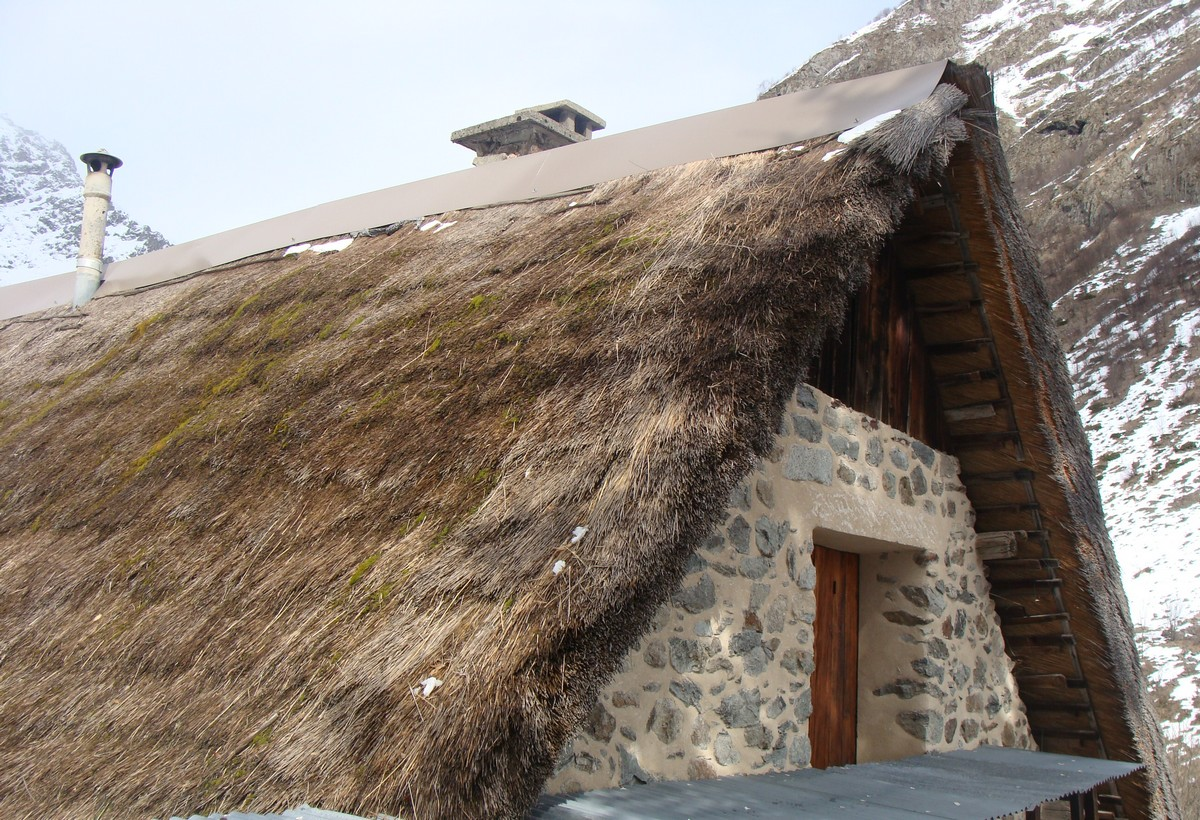
Un toit en chaume à l'ancienne au hameau des Portes, dans le vallon de Navette.

Au début du XXe siècle, le hameau de Navette, perché dans sa vallée à plus de 1300 mètres d'altitude, n'était toujours pas relié au chef-lieu par une route. La montée depuis la Chapelle jusqu'aux Portes était rude (150 mètres de dénivelé), et les habitants se sentaient ignorés. Aux élections municipales de 1906, ils se liguèrent avec quelques habitants de la Chapelle pour faire élire maire un des leurs, Philomen Vincent. Une fois élu, celui-ci « monta » la mairie à Navette. Après avoir obtenu la construction d'une route, les Navettins « rendirent » la mairie à ceux d'en bas.
Cependant l'érosion faisait des ravages. Les inondations de 1914 puis de 1928 ruinèrent les paysans. De nombreux habitants se résignèrent à vendre leurs terres à l'État, et émigrèrent vers le Champsaur. Navette, qui comptait encore 32 enfants en 1928 avant l'inondation, vit partir son dernier habitant en 1937.
De plus, l'intrication des deux communes autour de la Chapelle et l'existence d'une seule mairie rendaient la cohabitation conflictuelle. En 1962, les élus se décidèrent à demander la fusion de leurs communes. Par arrêté préfectoral du 16 juillet 1962, modifié le 8 octobre 1962, Clémence-d'Ambel et Guillaume-Peyrouse sont regroupées le 1er janvier 1963 pour former la commune de La Chapelle-en-Valgaudémar.

## Administration
| Période | Période | Identité | Étiquette | Qualité |
| ------- | ------- | -------- | --------- | ------- |
|         |         |          |           |         |

## Démographie
| 1793 | 1800 | 1806 | 1821 | 1831 | 1836 | 1841 | 1846 | 1851 |
| ---- | ---- | ---- | ---- | ---- | ---- | ---- | ---- | ---- |
| 326  | 371  | 404  | 367  | 385  | 279  | 359  | 354  | 336  |

| 1856 | 1861 | 1866 | 1872 | 1876 | 1881 | 1886 | 1891 | 1896 |
| ---- | ---- | ---- | ---- | ---- | ---- | ---- | ---- | ---- |
| 341  | 326  | 317  | 272  | 297  | 300  | 311  | 316  | 307  |

| 1901 | 1906 | 1911 | 1921 | 1926 | 1931 | 1936 | 1946 | 1954 |
| ---- | ---- | ---- | ---- | ---- | ---- | ---- | ---- | ---- |
| 314  | 302  | 304  | 234  | 249  | 182  | 125  | 107  | 92   |

| 1962 | - | - | - | - | - | - | - | - |
| ---- | - | - | - | - | - | - | - | - |
| 89   | - | - | - | - | - | - | - | - |

Histogramme

(élaboration graphique par Wikipédia)